# Тугановичский парк
Ту́гановичский парк (бел. Туганавіцкі парк) — парк к северо-востоку от агрогородка Карчёво Барановичского района Брестской области Белоруссии. 21 сентября 2010 года Постановлением Совета Министров Республики Беларусь объекту присвоен статус историко-культурной ценности регионального значения.

## История
Создан во второй половине XVIII века. В XIX веке принадлежал Верещакам.
С поместьем связаны некоторые события национально-освободительного движения 1863—1864 годов. Владелец усадьбы К. Тугановский поддерживал тесные связи с Кастусём Калиновским, помогал ему в революционной борьбе. В парке была создана мастерская для производства оружия, которое потом перенаправлялось в Миловиды.
В 1931 году парк как исторический памятник взят под государственную охрану. Были проведены работы по его упорядочению: посажены еловые деревья, сделаны ворота и ограда.

## Описание
Один из парков периода романтизма. Имеет квадратную форму. В основу композиции положен принцип раскрытия перспективы на окружающие пейзажи. Открытые участки чередуются с довольно густыми зарослями деревьев и кустарников. В парк ведёт аллея, которая завершается около места, где ранее размещалась альтанка (до настоящего времени не сохранилась). В её обсадке использованы деревья тополя белого и тополя Петровского. Сохранившиеся одиночные великаны достигают 30 метров. На данный момент четыре двухсотлетние липы, растущие вместе, являются своеобразным центром, от которого отходят дороги и тропинки в разные стороны.
Парк располагается на неровной местности. Перепады высот составляют от 160 до 170 метров. Наиболее возвышенной является северо-западная часть парка с ярко выраженным моренным рельефом, где располагаются дубы-близнецы. Восточнее, на холме, ранее стояла каплица-усыпальница.

## Усадьба
Усадьба представляла собой просторный двухэтажный дом, построенный из дерева и крытый гонтовой крышей. На крыльце располагались четыре скамьи. Главной комнатой на первом этаже были просторные четырехоконные апартаменты с печью из зеленого кафеля. Второй этаж был отведен под спальню, кабинет и ещё одну жилую комнату. Позади дома располагался сад. Здесь же находился небольшой пруд, были возведены хозяйственные постройки. На территории усадьбы была двухколёсная мельница, возле которой был дом мельника.
К настоящему времени усадьба практически не сохранилась.

## Флора и фауна
Имеет качественный древостой в виде групп, небольших массивов, сложенных преимущественно грабом с участием липы, клёна и дуба. Хвойные растения не характерны, экзоты немногочисленны — уксусное дерево, липа крупнолистная. В подбивке биогрупп — карагана, спиреи, парковые розы, около прудов — ивы белые плакучие. В парке растёт экзотический по форме экземпляр ивы ломкой шаровидной. Всего отмечено 29 наименований древесных и 89 видов травянистых растений.
В настоящее время в южной части парка сохранился один сильно обмелевший пруд. Его глубина не превышает 1,2 метра, дно с массой разлагающихся растительных остатков. Площадь зарастания водной поверхности пруда ряской и другими макрофитами составляет почти 100%. Береговая растительность разнообразная — частуха подорожная, мята полевая, резник европейский, череда трёхраздельная, камыш лесной и так далее. Пруд утратил свое эстетическое значение и нуждается в срочной реконструкции.
Тугановичский парк выделяется среди других парковых экосистем наибольшим разнообразием видов животных. В нём зафиксировано 364 вида животных, три из которых занесены в Красную книгу. Один из них, самец полевого конька, был отмечен в северо-западной части парка. На юго-западной окраине парка под камнем были зафиксированы два экземпляра жужелицы решетчатой. На поляне в западной части парка неоднократно с 2000 года фиксировался шмель моховой.

## Парк в искусстве живописи
- Каплица (В. Дмоховский, XIX век).
- Тугановичи (Н. Орда, XIX век).
- Тугановичи (Н. Орда, XIX век).
- Тугановичи (Н. Орда, XIX век).